# Lophomachia picturata
Lophomachia picturata är en fjärilsart som beskrevs av George Francis Hampson 1903. Lophomachia picturata ingår i släktet Lophomachia och familjen mätare. Inga underarter finns listade i Catalogue of Life.